# Alice Hirson
Alice Hirson (New York, 10 maart 1929 – Los Angeles, 14 februari 2025) was een Amerikaanse actrice.

## Carrière
Hirson begon in 1969 met acteren in de televisieserie The Edge of Night. Hierna heeft zij nog meerdere rollen gespeeld in televisieseries en films zoals One Life to Live (1972-1976), Private Benjamin (1980), Revenge of the Nerds (1984), Blind Date (1987), Dallas (1982-1988), Ellen (1994-1998), 7th Heaven (1996-2006) en Starstruck (2010).
Hirson overleed op 95-jarige leeftijd.

## Huwelijken
Hirson trouwde in 1980 met acteur Stephen Elliott, hij overleed op 21 mei 2005. Uit een eerder huwelijk had zij twee zoons.

## Filmografie

### Films
Selectie:
- 2010 Starstruck – als oma Olson
- 1990 Psycho IV: The Beginning – als moeder
- 1987 Blind Date – als Muriel Bedford
- 1984 Revenge of the Nerds – als mrs. Florence Lowe
- 1980 Private Benjamin – als mrs. Thornbush
- 1979 Being There – als first lady

### Televisieseries
Selectie:
- 2008-2012 The Secret Life of the American Teenager – als Minsy – 6 afl.
- 1996-2006 7th Heaven – als Jenny Jackson – 8 afl.
- 1994-1998 Ellen – als Lois Morgan – 28 afl.
- 1993 Loving – als Lisa Hellman - ? afl.
- 1992 Home Fires – als oma – 6 afl.
- 1982 General Hospital – als mrs. Van Gelder - ? afl.
- 1982-1988 Dallas – als Mavis Anderson – 26 afl.
- 1987 Full House – als Claire Tanner – 3 afl.
- 1972-1976 One Life to Live – als Eileen Riley Siegel - ? afl.
- 1970-1972 Somerset – als Marsha Davis - ? afl.
- 1970 Another World – als Marsha Davis - ? afl.
- 1969-1970 The Edge of Night – als Stephanie Martin - ? afl.

### Computerspellen
- 2014 Murdered: Soul Suspect - als stem
- 2011 The Elder Scrolls V: Skyrim – als Anise / Bergitte Battle-Born / Fralia Gray-Mane
- 2009 Avatar: The Game – als Tsahik Sanume

## TheaterwerkBroadway
- 1971 Solitaire / Double Solitaire – als Barbara / Mrs. Potter / Sylvia (understudy)
- 1966 The Investigation – als getuige voor de aanklager
- 1964 Traveller Without Luggage – als Juliette / Valentine Renaud (understudy)

- Gemeinsame Normdatei: 1356487017
- International Standard Name Identifier: 0000 0000 8064 7533
- Library of Congress Control Number: no2010098893
- Virtual International Authority File: 122208914
- WorldCat: E39PBJtmwwxQkQ9v3RkkdWK8G3